# نافریا د وسرو
نافریا د وسرو (به اسپانیایی: Nafría de Ucero) یک دهستان در اسپانیا است که در سریا واقع شده‌است.

## خصوصیات
نافریا د وسرو ۳۶ کیلومترمربع مساحت و ۸۰ نفر جمعیت دارد.